# NGC 736
NGC 736 (другие обозначения — UGC 1414, MCG 5-5-28, ZWG 503.55, 6ZW 111, PGC 7289) — эллиптическая галактика (E) в созвездии Треугольник.
Этот объект входит в число перечисленных в оригинальной редакции «Нового общего каталога».
NGC 736 имеет «внешнюю оболочку». Её видимые размеры — 4,1 на 3,1'.
Галактика NGC 736 входит в состав группы галактик NGC 736. Помимо NGC 736 в группу также входят NGC 740, UGC 1422 и NGC 738.